# Cizre-Talsperre
Koordinaten: 37° 21′ 47″ N, 42° 9′ 17″ O
Die Cizre-Talsperre ist ein türkisches Bauvorhaben am Tigris nördlich der Stadt Cizre. Die Planung des Staudamms geschieht gleichzeitig mit dem projektierten Bau des flussaufwärts liegenden Ilısu-Staudamms. 
Nach einer ersten erfolglosen Ausschreibung zum Bau der Cizre-Talsperre im Mai 2008 erhielt bei einer zweiten Ausschreibung im Mai 2014 die Firma Zorlu Holding den Zuschlag. Kritisiert werden die Folgen für Kulturgüter.